# Селден, Джордж Болдуин
Джордж Болдуин Селден (1846—1922) — деятель зари автомобильного века, одновременно изобретатель, патентный юрист, патентный махинатор и патентный тролль. В 1895 году получил патент США на автомобиль. Владелец собственной компании Selden Motor Vehicle Company, выпускавший легковые автомобили в 1909—1912 годах и грузовики в 1913—1930 годах.

## Ранние годы
В 1859 году отец Селдона, юрист-республиканец, наиболее известный защитой Сьюзен Энтони, переехал в город Рочестер, штат Нью-Йорк. Здесь будущий изобретатель короткое время посещал Рочестерский университет, но во время Гражданской войны завербовался в Армию Союза, где служил в кавалерии. Между отцом и сыном произошли несколько объяснений, в результате первому удалось уговорить второго вернуться к гражданской жизни. Он стал учиться в Йельском университете, хотя больше интересовался техникой и изобретательством. 
В результате университет всё же был закончен и молодой человек получил право заниматься юридической практикой, в 1871 году став членом юридической ассоциации штата Нью-Йорк. Практику Селден-младший разделил с родителем. Также он женился и затем имел четырёх детей. Джордж продолжал заниматься изобретательством в свободное время, имея для этого мастерскую. В качестве патентного поверенного Джордж некоторое время представлял пионера фотографии Джорджа Истмена.
Селден изобрёл пишущую машинку и машину для изготовления обручей.

## Патент Селдена
В 1895 году, после шестнадцати лет хлопот и внесения изменений в первоначальный проект, Селдену удалось добиться получения патента на автомобиль. При этом патентом защищалась не какая-то отдельная часть машины, а система узлов и агрегатов в целом. 
Затем Селден стал привлекать к ответственности всех, кто брался производить автомобили в США, при этом лишь после начала судебных споров Селден создал компанию Selden Motor Vehicle Company, которая выпустила лишь один автомобиль.  Те, кто платил роялти Селдену, объединились в Ассоциацию производителей лицензионных автомобилей (ALAM). 
Однако затем Генри Форд и другие объединились против тролля. Их аргументом было то, что, хоть и имея юридически патент, Селден никак не повлиял на саму индустрию. Первая судебная победа осталась за ним, но в 1911 году Форд выиграл апелляцию.
У Селдена оставался всего год, когда он мог получать роялти с истекающего патента. Это подорвало доходы дельца. Он переориентировал свою компанию на выпуск грузовиков. В конце 1921 года пережил инсульт, в январе 1922 года скончался.